# Weissemme
Die Weissemme, auch Wiss Emme, Wissemme und Wissämme, ist der 9,1 Kilometer lange linke Quellfluss der Kleinen Emme im Schweizer Kanton Luzern. Sie durchfliesst das obere Entlebuch entlang des südöstlichen Rands des Napfgebiets und des Nordhangs der Beichlen und fliesst bei Schüpfheim mit der Waldemme zusammen. Im Oberlauf trägt die Weissemme auch den Namen Ballebach oder Ballenbach.

## Namen
Der Fluss wird 1489, 1596, um 1600 sowie 1608 als Wÿss Emmen erwähnt. Es folgten Wisëmen im 16. Jahrhundert, Wisämen 1635, Wÿss Ämen 1637, Wÿsämen 1650, erneut Wÿss Emmen 1680 sowie 1782 Weissemmen und Weissemen. Der Oberlaufname Ballebach, auch Ballenbach, wurde als Blapech und 1635 als Blatbach erwähnt.

## Geographie

### Verlauf
Die Weissemme entspringt am Südwestabhang des Altegrats auf 1135 m ü. M. wenig oberhalb des Hofs Ballenbach im Gebiet Safertwang in der Gemeinde Escholzmatt-Marbach. Die Quelle liegt direkt an der Grenze zur Gemeinde Trub im Kanton Bern an der Wasserscheide zwischen Aare und Reuss.
Sie fliesst anfangs nach Südosten durch ein Seitental, ehe sie bei Escholzmatt ins Entlebuch eintritt. Sie vollzieht einen Bogen nach Nordosten und nimmt kurz darauf bei Feldmoos den Hasenbach auf. Nach der Einmündung des Aebnitbachs von rechts zweigt am linken Ufer der Oberwasserkanal der Sägerei Lehn ab, der in der 1. Hälfte des 17. Jahrhunderts erbaut wurde und als schützenswert eingestuft ist. Es mündet von rechts der Eschengrabenbach sowie gleich anschliessend das Unterwasser der Sägerei von links. Die Weissemme nimmt von links die Bocken auf, bevor sie die Gemeindegrenze zu Schüpfheim überquert. Bei Chnübelbrugg zweigt die Alte Weissemme (auch Blattbach) ab, die beim Sagewäldli in die Kleine Emme einmündet, während die Weissemme seit den 1940er Jahren bei Bad mit der Waldemme zusammenfliesst, um sich beide zur Kleinen Emme zu vereinigen.

### Einzugsgebiet
Das Einzugsgebiet der Weissemme misst 29,19 km², davon sind 57,6 % Landwirtschaftsfläche, 37,4 % bestockte Fläche, 3,5 % Siedlungsfläche, 1,1 % unproduktive Fläche sowie 0,3 % Gewässerfläche.
Der höchste Punkt des Einzugsgebiets wird mit 1763 m ü. M. an der Beichlen erreicht, die durchschnittliche Höhe beträgt 993 m ü. M. und der mittlere Jahresniederschlag liegt bei 1584,06 mm.

### Zuflüsse
| Name             | GKZ      | Lage   | Länge in km | EZG in km² | MQ in m³/s | Mündung Koordinaten                                           | Mündungshöhe in m | Bemerkungen                                     |
| ---------------- | -------- | ------ | ----------- | ---------- | ---------- | ------------------------------------------------------------- | ----------------- | ----------------------------------------------- |
| Hasenbach        | CH002795 | links0 | 004,1000    | 0003,730   |            | bei Feldmoos, Escholzmatt                                     | 807,300000        |                                                 |
| Namenloser Bach  | LU181271 | rechts | 001,2000    |            |            | bei Feldmoos, Escholzmatt                                     | 805,000000        |                                                 |
| Äbnitbach        | CH002794 | rechts | 003,8000    | 0004,120   | 0000,140   | bei Wissemmenmoos, Escholzmatt                                | 792,100000        |                                                 |
| Eschengrabenbach | CH002793 | rechts | 003,7000    | 0002,910   |            | bei Lehn, Escholzmatt                                         | 779,900000        | Alternativname: Eschengraben                    |
| Namenloser Bach  | LU181296 | rechts | 000,7000    |            |            | bei Lehn, Escholzmatt                                         | 775,600000        |                                                 |
| Namenloser Bach  | LU181297 | rechts | 000,9000    |            |            | bei Xanderheim, Escholzmatt                                   | 771,100000        |                                                 |
| Namenloser Bach  | LU181284 | links0 | 001,1000    |            |            | bei Schlössli, Escholzmatt                                    | 766,200000        |                                                 |
| Namenloser Bach  | LU181298 | rechts | 000,9000    |            |            | bei Mühlegaden, Escholzmatt                                   | 762,900000        |                                                 |
| Bockenbach       | CH002791 | links0 | 005,9000    | 0007,090   | 0000,210   | bei Tellenbach, Escholzmatt                                   | 757,100000        | Alternativname: Bocken                          |
| Namenloser Bach  | LU181299 | rechts | 001,3000    |            |            | bei Tellenbachmoos, Escholzmatt                               | 756,500000        |                                                 |
| Namenloser Bach  | LU181302 | rechts | 001,3000    | 0000,540   |            | bei Under Tällebach, Escholzmatt                              | 753,700000        |                                                 |
| Acherguetbach    | LU181307 | links0 | 001,2000    |            |            | bei Gärbi, Gemeindegrenze zwischen Escholzmatt und Schüpfheim | 746,400000        |                                                 |
| Namenloser Bach  | LU181304 | rechts | 000,6000    |            |            | bei Wissämme, Schüpfheim                                      | 742,700000        |                                                 |
| Namenloser Bach  | LU181305 | rechts | 001,7000    |            |            | bei Breitebühl, Schüpfheim                                    | 737,900000        |                                                 |
| Blattbach        | CH013040 | links0 | 002,4000    | 0000,990   |            | bei Chnubel, Schüpfheim                                       | 733,600000        | Alternativname: Alte Wissemme                   |
| Weissemme        |          |        | 009,1000    | 0029,190   | 0000,900   | bei Badhus, Schüpfheim                                        | 726,900000        | Zusammenfluss mit der Waldemme zur Kleinen Emme |

Anmerkungen zur Tabelle
1. ↑  Von der Quelle zur Mündung. Daten von Swisstopo (map.geo.admin.ch) und Geoportal Luzern (geo.lu.ch)
2. ↑  Die Daten der Weissemme zum Vergleich

## Hydrologie
Beim Zusammenfluss mit der Waldemme beträgt die modellierte mittlere Abflussmenge (MQ) der Weissemme 900 l/s. Ihr Abflussregimetyp ist nivo-pluvial préalpin und ihre Abflussvariabilität beträgt 20.

## Brücken

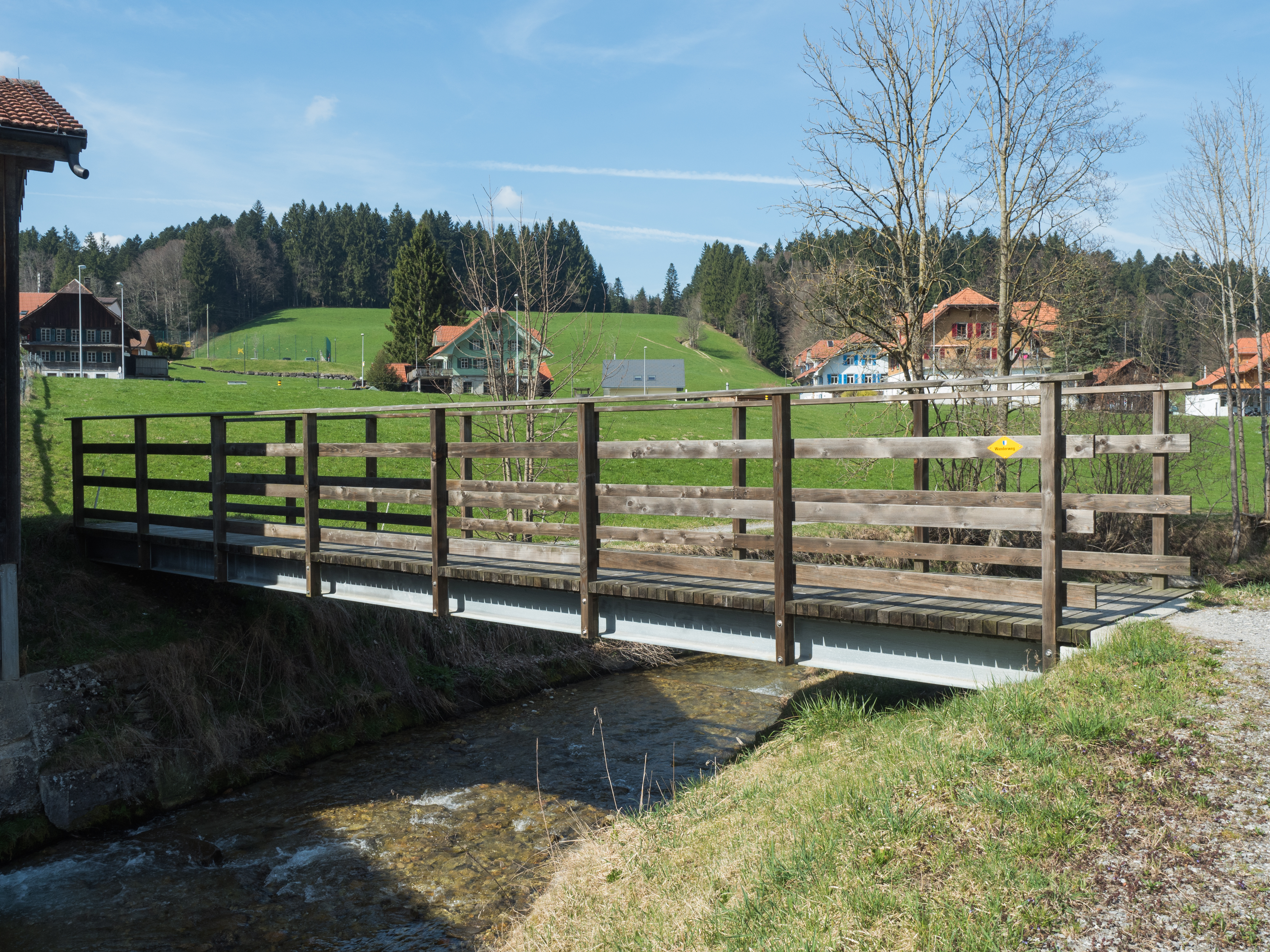
Lehn Holzbrücke über die Weissemme, Escholzmatt-Marbach LU

Auf ihrem Weg wird die Weissemme von 35 Übergängen überspannt: 30 Strassen- und Feldwegbrücken, drei Fussgängerbrücken, eine Rohrträgerbrücke und eine Gebäude-«Brücke».